# Gorsachius leuconotus
La garza nocturna espalda blanca (Gorsachius leuconotus) es una especie de ave en la familia Ardeidae. 
Es una garza relativamente pequeña de plumaje oscuro.

## Distribución
Se la encuentra en gran parte de África al sur del Sahara.